# Carregado e Cadafais
Carregado e Cadafais (oficialmente: União das Freguesias de Carregado e Cadafais) é uma freguesia portuguesa do município de Alenquer, com 24,52 km² de área e 14622 habitantes (censo de 2021). A sua densidade populacional é 596,3 hab./km².

## História
Foi constituída em 2013, no âmbito de uma reforma administrativa nacional, pela agregação das antigas freguesias de Carregado e Cadafais com sede em Carregado.

## Demografia
A população registada nos censos foi:
| Distribuição da População por Grupos Etários | Distribuição da População por Grupos Etários | Distribuição da População por Grupos Etários | Distribuição da População por Grupos Etários | Distribuição da População por Grupos Etários | Distribuição da População por Grupos Etários |
| -------------------------------------------- | -------------------------------------------- | -------------------------------------------- | -------------------------------------------- | -------------------------------------------- | -------------------------------------------- |
| Antes da agregação                           |                                              |                                              |                                              |                                              |                                              |
| Ano                                          | 0-14 anos                                    | 15-24 anos                                   | 25-64 anos                                   | >= 65 anos                                   | Total                                        |
| 2001                                         | 2100                                         | 1603                                         | 5991                                         | 1059                                         | 10753                                        |
| 2011                                         | 2644                                         | 1565                                         | 7863                                         | 1369                                         | 13441                                        |
| Após a agregação                             |                                              |                                              |                                              |                                              |                                              |
| Ano                                          | 0-14 anos                                    | 15-24 anos                                   | 25-64 anos                                   | >= 65 anos                                   | Total                                        |
| 2021                                         | 2525                                         | 1847                                         | 8318                                         | 1932                                         | 14622                                        |